# Улица Карла Эрнста фон Бэра
Улица Карла Эрнста фон Бэра (эст. Karl Ernst von Baeri tänav) — улица в Тарту, от улицы Якоби до улицы Лосси, проходит у подножия Домской горки, является одной из границ исторической части города.

## История
Названа в честь выдающегося русского учёного-физиолога Карла Эрнста фон Бэра (1792—1876), последние годы жизни проживавшего в Дерпте (Тарту). В прежние времена — часть улицы Валликраави.

## Достопримечательности
Улица является одной из границ парка Касситооме.